# Vîpasne, Pervomaiske
Vîpasne (în ucraineană Випасне) este un sat în comuna Hrîșîne din raionul Pervomaiske, Republica Autonomă Crimeea, Ucraina.

## Demografie
Componența lingvistică a localității Vîpasne
     Rusă (44,44%)
     Tătară crimeeană (42,96%)
     Ucraineană (12,59%)
Conform recensământului din 2001, nu exista o limbă vorbită de majoritatea populației, aceasta fiind compusă din vorbitori de rusă (44,44%), tătară crimeeană (42,96%) și ucraineană (12,59%).